# Эрлингмарк, Аугуст
Аугуст Эрлингмарк (швед. August Erlingmark; 22 апреля 1998 года, Гётеборг, Швеция) — шведский футболист, играющий на позиции полузащитника. Ныне выступает за шведский клуб «Гётеборг».

## Клубная карьера
Эрлингмарк начинал заниматься в школе «Соведаленса», откуда в 16 лет перешёл в школу «Гётеборга». В 2016 году окончил её, попав в молодёжную команду и став подпускаться к основной.
26 апреля 2017 года Эрлингмарк дебютировал в шведском чемпионате в поединке против «Хаммарбю», выйдя на замену на 46-й минуте вместо Давида Бу Викландера. 30 июля 2017 года, в поединке против «Норрчёпинга», забил свой первый профессиональный мяч.
Выступает за юношескую сборную Швеции до 19 лет.